# Mendez (Cavite)
Mendez (Bayan ng Mendez) är en kommun i Filippinerna. Kommunen ligger på ön Luzon, och tillhör provinsen Cavite. Folkmängden uppgår till 28 570 invånare.

## Barangayer
Mendez är indelat i 25 barangayer.
| - Anuling Lejos I (Anuling) - Asis I - Galicia I - Palocpoc I - Panungyan I - Poblacion I (Barangay I) - Poblacion II (Barangay II) - Poblacion III (Barangay III) - Poblacion IV (Barangay IV) - Poblacion V (Barangay V) - Poblacion VI (Barangay VI) - Poblacion VII (Barangay VII) | - Anuling Cerca I - Anuling Cerca II - Anuling Lejos II - Asis I - Asis II - Asis III - Banayad - Bukal - Galicia II - Galicia III - Miguel Mojica - Palocpoc II - Panungyan II |